# Sören Juvas
Sören Juvas, ursprungligen Andersson, född i Hallsberg den 4 mars 1969, är en svensk politiker och aktivist i HBTQ-frågor samt tidigare missbruksrådgivare. Han var förbundsordförande i RFSL åren 2001-2010. Åren 2013-2019 var Juvas förbundsordförande i Hbt-socialdemokrater Sverige.

## Biografi

### RFSL
Juvas har tidigare varit aktiv inom RFSL Örebro och RFSL Linköping, där han var ordförande i båda avdelningarna. 
Till förbundsstyrelsen valdes han första gången 1996. Juvas är internationellt certifierad missbruksrådgivare och arbetade med det tills han blev arvoderad på heltid av RFSL. Han har bland annat suttit i Centrum mot rasisms styrelse, i Equals övervakningskommitté, Arbetsgivaralliansens förhandlingsdelegation, som Europarepresentant i ILGA WORLD:s styrelse sedan 2006 samt i Nämnden mot diskriminering 2002-2010.
Under tiden som Juvas var förbundsordförande skedde flera lagreformer. Möjlighet att adoptera, insemination för samkönade kvinnliga par, en sambolag som är lika oavsett om du har en relation med en man eller kvinna, en förändring i grundlagen som innebär förbud att hetsa mot homosexuella som grupp, transpersoner fick lagstadgad skydd mot diskriminering, äktenskapslagen ändrades så att det även gäller samkönade par. 
Efter att Juvas avgick 2010 som förbundsordförande arbetade Juvas som presschef för TCO.

### HBT-socialdemokrater Sverige

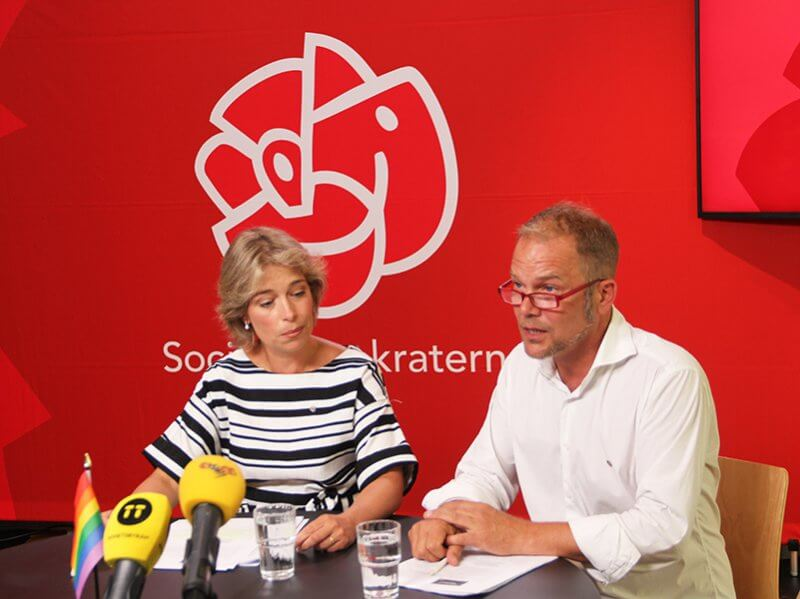
Bild av Sören Juvas och Annika Strandhäll när de 2018 presenterar Socialdemokraternas andra hbtq-politiska program

2013 blev Juvas vald till förbundsordförande i Hbt-socialdemokrater Sverige. Innan Hbt-Socialdemokrater Sverige formellt blev sidoorganisation till Socialdemokraterna 2015 och heltidsarvoderade förbundsordföranden var han anställd som kommunikationsombudsman av Soc&Dem gruppen i Europaparlamentet och arbetade för den svenska delegation av socialdemokrater Bryssel.
Under sin tid som förbundsordförande antog Socialdemokraterna två HBTQ-politiskt program, ett inför valet 2014 och ett inför valet 2018. Som adjungerad in i Verkställande utskottet för Socialdemokraterna sedan 2015 har Hbt-Socialdemokrater Sverige haft möjlighet att vara pådrivande för att partiet själv ska ha politiken på plats, snarare än att sidoorganisationerna själva ska driva på frågorna från sidlinjen.
En fråga som Juvas drev är att hiv tas ur Smittskyddslagen. Andra frågor är införandet av ett tredje kön, migrationspolitik, förbud av våldsbejakande Organisering, kärnvapenförbud mm.
Från 2016 var Juvas arvoderad av HBT-Socialdemokrater Sverige tills han den 5 maj 2019 meddelade han att han inte var tillgänglig för omval till posten, utan lämnade över till nästa förbundsordförande.

### HIV-Sverige

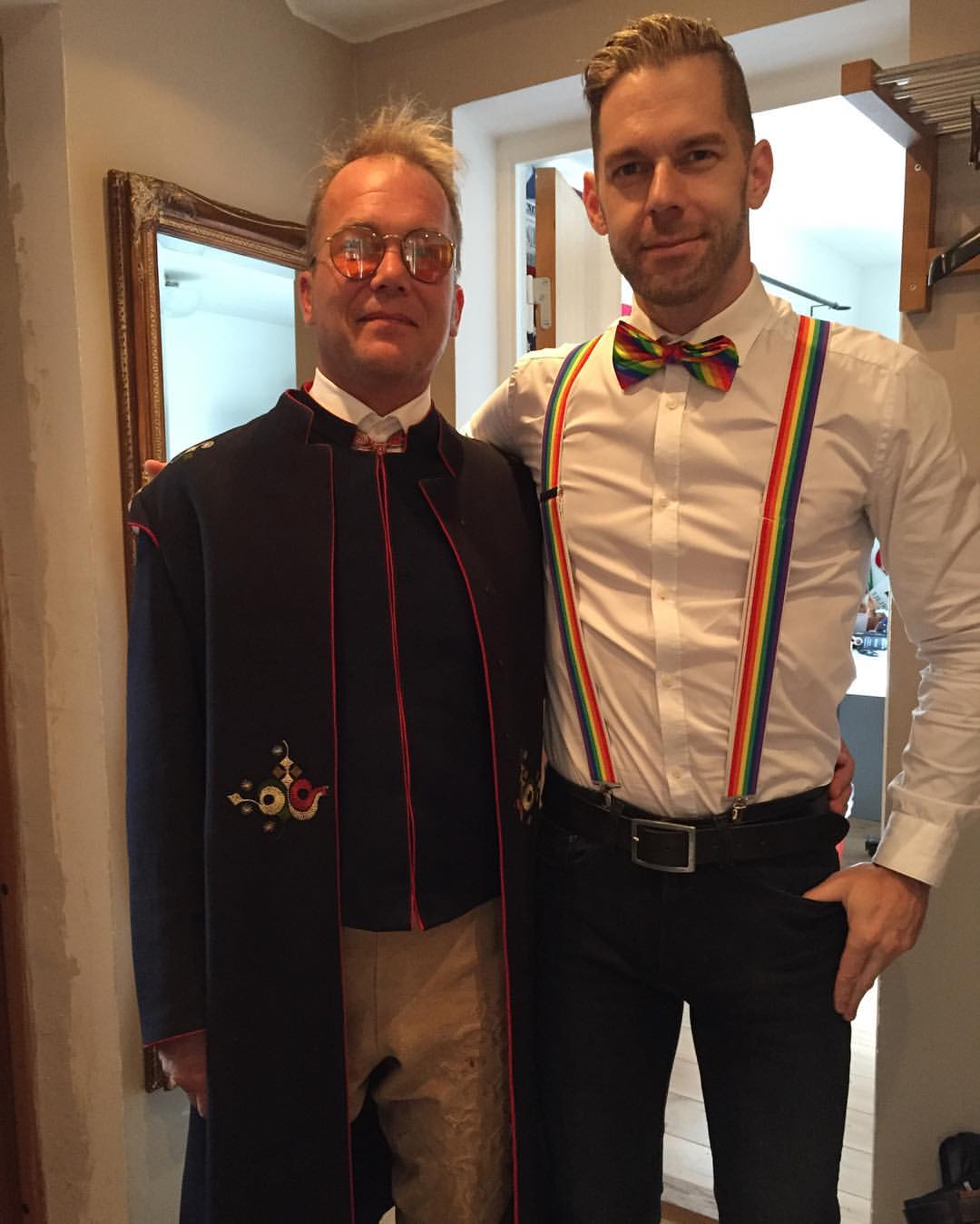
Sören och Daniel Juvas 2016

Hösten 2019 tillträder Juvas posten som ombudsman för HIV-Sverige. Sedan Juvas tillträdde har han fokuserat på att öka HIV-Sveriges opinion och påverkan. 
I september 2020 deltog han i Öppna Moderaters "Frihetspodden" där han reflekterar kring att HIV-frågan återigen måste få ta plats i det offentliga samtalet.
Juvas har drivit frågan om att hiv ska tas bort ur Smittskyddslagen sedan länge, även i sina tidigare uppdrag. Även på HIV-Sverige har denna fråga varit viktig. Juvas skrev en debattartikel i tidningen QX den 15 augusti 2020 och fick också till en uppvaktning av socialminister Lena Hallengren under hösten 2020 där frågan togs upp. Juvas skrev även en debattartikel i ämnet i Aftonbladet den 3 februari 2021. Detta gav effekt, och den 13 februari 2021 beslutade Socialutskottet i Riksdagen om att utreda frågan om hiv kopplat till informationsplikten. Beslutet innebar att socialutskottet föreslog att regeringen skulle göra en översyn av lagen och att översynen skulle medföra en analys av smittskyddslagen fyller sitt syfte när det gäller informationsplikten för hivpositiva. Efter detta beslut i Riksdagen skrev Juvas under en debattartikel i QX den 3 mars 2021, tillsammans med en samlad hbtq- och aids-rörelse, att regeringen nu måste utreda informationsplikten.
I en debattartikel i juni 2021 i Expressen utvecklade Juvas, tillsammans med sin ordförande Elisabeth Flodin, vikten av att hiv återigen måste ta plats i det offentliga samtalet. "Det kan vara lätt att tro att Sverige inte har problem och utmaningar längre. Hiv-Sverige vet att det inte stämmer. Sverige har tillsammans med resten av världen tagit ett aktivt beslut och målsättning att eliminera hiv/aids till år 2030. Det är om nio år. För en del kan det tyckas vara en orimlig målsättning men vi vet att målet är möjligt. Hiv-Sverige vet också att målet bara kan nås om det i Sverige finns en tydlig politisk vilja och en medveten satsning."

### Falu kommun

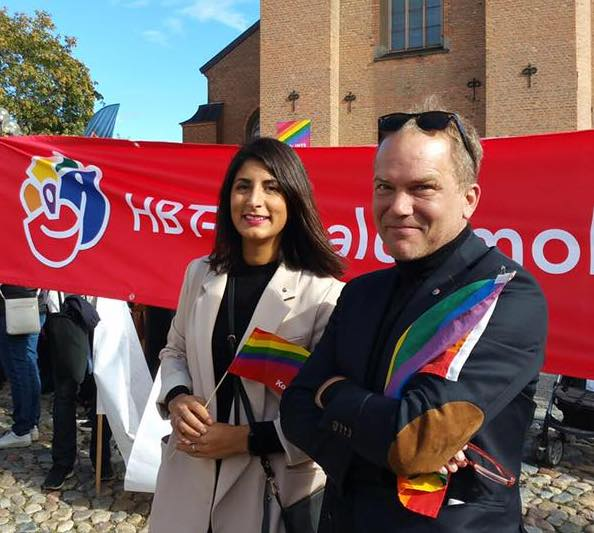
Sören Juvas och Roza Güclü Hedin på Falu Pride 2018

Sedan 2019 har Juvas förtroendeuppdrag i Falu kommun för Socialdemokraterna. I december 2020 valdes Juvas in i presidiet för Socialnämnden som 2:e vice ordförande i Falu kommun.I november 2024 valdes Juvas till ordförande för det kommunalägda fastighetsbolaget Lugnet i Falun AB.  
Juvas är också aktiv i HBTQ-politiken i Dalarna och går ofta i Falu Pride-parad klädd i folkdräkt. 

## Privatliv
10 juli 2007 gifte sig Juvas med Daniel Juvas och tog då sin mans efternamn Juvas.